# Jean-Claude Bras
Pour les articles homonymes, voir Bras.
Jean-Claude Bras est un footballeur français né le 15 novembre 1945 à Paris.

## Biographie
Jean-Claude Bras est né à Paris dans les quartiers populaires, dernier d'une famille de sept enfants, Il débute à douze ans sous les couleurs des Hongrois de Paris, puis rejoint le club des "Sports et Loisirs Vert et Blanc". En 1964, il signe au Red Star, pour une première saison avec les amateurs avant de rejoindre l'équipe fanion. Il découvre l'univers professionnel à Valenciennes, puis rejoint le FC Liège. Réputé comme un attaquant adroit, Jean-Claude Bras  est sélectionné et s’impose en équipe de France, inscrivant un doublé lors de sa troisième sélection contre la Suède le 1er novembre 1969.
Le 1er août 1970, le PSG joue le premier match de son histoire (match amical contre Quevilly, défaite 2 buts à 1). Jean-Claude Bras est le premier buteur du club (but marqué à la 30e minute). 
Après sa carrière de joueur il participe à la relance du Red Star, club dont il est le président pendant vingt-trois ans, de 1978 à 2001.
En 2002, il est condamné à un an de prison avec sursis par le tribunal correctionnel de Bobigny pour s'être frauduleusement soustrait au paiement de ses impôts.

## Carrière de joueur
- 1965-1966 : Red Star  France
- 1966-1969 : US Valenciennes-Anzin  France
- 1969-1970 : RFC de Liège  Belgique
- 1970-1972 : Paris SG  France
- 1972-1973 : Paris FC  France
- 1973-1979 : Red Star  France[4]

## Palmarès
- International français en 1969 et 1970 (6 sélections et 2 buts marqués)
- Champion de France de D2 en 1971 avec le PSG